# Бьянко, Сюзанна
Сьюзанна Бьянко (англ. Suzannah Bianco; род. 15 мая 1973, Сан-Хосе, Калифорния) — американская спортсменка, выступающая в синхронном плавании. Чемпионка летних Олимпийских игр 1996 года и чемпионка мира 1994 года в группе.

## Карьера
Первую международную медаль выиграла на чемпионате мира по водным видам спорта 1994 года, проходившем в Риме, став чемпионкой в составе групп, обойдя коллективы из Японии и Канады. Двумя годами позднее, на Олимпийских играх 1996 года в Атланте, стала чемпионкой Олимпийских игр в соревнованиях среди группы вместе с Тэмми Клеланд, Беки Дюрен-Лэнсер, Эмили Лесур, Хизер Пиз, Джилл Сейвери, Натали Шнейдер, Хизер Симмонс, Джилл Саддат, Марго Тьен.
После завершения спортивной карьеры стала выступать в цирке.